# Thanh Biện (thiền sư Việt Nam)
Thiền sư Thanh Biện (?–686) là Thiền sư Việt Nam thuộc thiền phái Tì-ni-đa-lưu-chi đời thứ tư, nối pháp Thiền sư Huệ Nghiêm.

## Cơ duyên và hành trạng
Sư họ Đỗ, người hương Cổ Giao, mười hai tuổi thụ nghiệp với thiền sư Pháp Đăng, chùa Phổ Quang. Sau Sư đến trụ trì chùa Kiến Dương thuyết pháp giảng hóa cho tông đồ. Sư quy tịch năm Bính Tuất, niên hiệu Đường Thùy Củng thứ 2 (686).
Khi thiền sư Pháp Đăng sắp thị tịch, sư hỏi:
"Hòa thượng đi rồi, đệ tử sẽ nương nhờ vào ai?"
Pháp Đăng nói:
"Chỉ sùng nghiệp mới xong!"
Sư mờ mịt không hiểu ý. Sau khi Pháp Đăng tịch diệt, sư chuyên tâm trì tụng kinh Kim Cang. Một hôm, có vị Thiền khách đến thăm, hỏi sư:
"Kinh này là mẹ của các Phật tam thế, thầy hiểu mẹ Phật nghĩa là thế nào?"
Sư đáp:
"Tôi từ trước đến nay trì tụng kinh này nhưng cũng chưa hiểu ý ấy."
Khách hỏi:
"Trì tụng đã bao lâu?"
Sư đáp:
"Tám năm."
Khách nói:
"Tám năm chỉ trì tụng một kinh mà chưa hiểu ý nghĩa thì dẫu trì tụng cả trăm năm nào có công dụng gì!"
Sư bèn sụp xuống xin khách chỉ giáo. Khách bảo sư phải tìm sư Huệ Nghiêm ở chùa Sùng Nghiệp mà thỉnh vấn.
Sư tỉnh ngộ nói:
"Nay tôi mới biết hòa thượng Pháp Đăng nói đúng."
Sư bèn theo lời của vị thiền khách lên đường đi yết kiến Huệ Nghiêm. Khi đến nơi, Huệ Nghiêm hỏi:
"Ngươi đến có việc gì?"
Sư đáp:
"Đệ tử trong tâm có điều chưa ổn."
Huệ Nghiêm hỏi:
"Chưa ổn cái gì?"
Sư thuật lại đối thoại với vị thiền khách bữa trước. Huệ Nghiêm than rằng:
"Ngươi quên hết rồi! Sao ngươi không nhớ trong kinh có nói: "Các Phật tam thế cùng lối pháp A Nậu Đa La Tam Miệu Tam Bồ đề đều xuất xứ ở kinh Kim Cang", thế chẳng phải là "mẹ của Phật" hay sao?"
"Quả thật đệ tử còn mê muội!"
Huệ Nghiêm lại hỏi:
"Thế kinh ấy là ai nói?"
Sư đáp:
"Chẳng phải lời thuyết pháp của Như Lai sao?"
Huệ Nghiêm nói:
"Trong kinh nói "Nếu nói Như Lai thuyết pháp điều gì tức là phỉ báng Phật". Câu ấy người ta không giải thích được. Cái nghĩa ta vừa nói, ngươi nghĩ thử xem, nếu nói kinh ấy không phải là lời thuyết pháp của Phật thì thế là phỉ báng kinh; nếu nói đó đúng là lời thuyết pháp của Phật thì lại là phỉ báng Phật. Sao ngươi cứ đòi ta phải trả lời ngay?"
Sư nghĩ ngợi, định hỏi thêm, Huệ Nghiêm bèn cầm phất trần đánh vào miệng. Sư đột nhiên tỉnh ngộ.